# Uraria kurzii
Uraria kurzii är en ärtväxtart som beskrevs av Anton Karl Schindler. Uraria kurzii ingår i släktet Uraria och familjen ärtväxter. Inga underarter finns listade i Catalogue of Life.